# Józef Zeyland

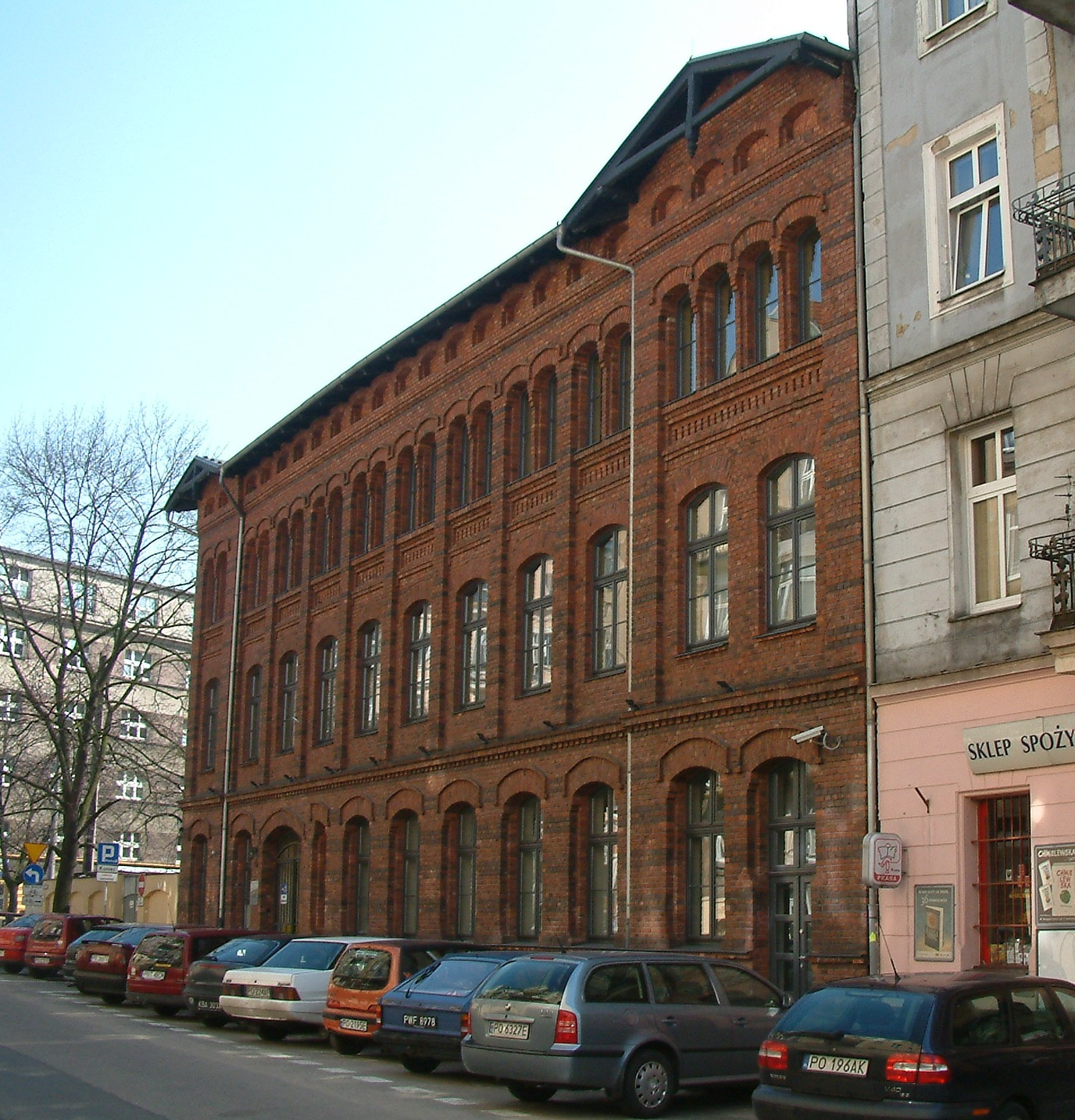
Fabryka Zeylanda na ul. Wszystkich Świętych w Poznaniu

Józef Zeyland (także: Seeland, ur. 1823 w Poznaniu, zm. 25 czerwca 1891, tamże) – przemysłowiec poznański, meblarz, jeden z twórców nowoczesnego polskiego przemysłu w mieście.

## Życie i dzieło
Urodził się jako pogrobowiec w rodzinie o być może niderlandzkich korzeniach. Wychowywał go starszy brat – ks. Karol Zeyland, który pomógł mu, po ukończeniu szkół miejskiej i przygotowawczej, zdobyć umiejętności stolarza. W 1844 otworzył pierwszy zakład stolarski. W 1850 ożenił się z Honoratą Sztyller. Między 1855, a 1858 nabył działkę przy ul. Za Bramką 15, gdzie prowadził działalność i mieszkał do około 1870. Na przełomie 1869 i 1870 zakupił kolejny teren przy ul. Garbary 49 (dziś 36), na rogu ul. Wszystkich Świętych (Grobla). W tym miejscu, na fali koniunktury gospodarczej po wojnie francusko-pruskiej, powstała Fabryka parowa wyrobów stolarskich, budowlanych i mebli. Zeyland zatrudniał w niej około 80 ludzi, pracujących przede wszystkim na akord. Z pobudek narodowych, dbał o to, by zatrudniano głównie Polaków. W 1891 otwarto nowy sklep przy ul. Berlińskiej i specjalistyczny salon trumien przy ul. Wodnej 2. Zmarł w 1891, żegnany z żalem przez społeczeństwo Poznania, jako jeden ze współtwórców silnego polskiego kapitału w mieście. Pochowany jest na Cmentarzu Zasłużonych Wielkopolan.
Po śmierci Józefa Zeylanda fabryka funkcjonowała nadal, jednak napotykała coraz większą konkurencję rynkową. W 1898 zlikwidowano sklep przy ul. Berlińskiej, a w 1903 cała firma zakończyła działalność. Parcelę na ul. Wszystkich Świętych sprzedano Perli Ziegel. Do nazwy fabryki nawiązywały jeszcze potem kolejne firmy rodzinne familii Zeylandów.
Oprócz działalności na rzecz własną, Józef Zeyland angażował się w życie społeczne i patriotyczne miasta, o czym wspomina m.in. Marceli Motty. Był jednym z założycieli Banku Przemysłowego, zasiadał też w radach nadzorczych Towarzystwa Przemysłowego i Towarzystwa Młodzieży Kupieckiej. Niedługo przed śmiercią ufundował witraż w kościele Przemienienia Pańskiego (niezachowany). Według Mottego był jednym z najzasłużeńszych przemysłowców [...] miasta.

## Nagrody
Meble z fabryki Zeylanda produkowano przede wszystkim na rynek krajowy, jednak zdarzał się także eksport do innych krajów, być może np. do Anglii. Produkty Zeylanda zdobywały nagrody branżowe, np. srebrny medal i I nagrodę państwową w Dreźnie w 1893, złoty medal na Powszechnej Wystawie Krajowej we Lwowie w 1894 i złoty medal na Prowincyonalnej Wystawie Przemysłowej w Poznaniu w 1895.

## Realizacje
Dziełem fabryki Zeylanda są m.in.:
- monumentalna, dwukondygnacyjna biblioteka pałacu w Rogalinie (oryginał się nie zachował, ale został starannie odtworzony w latach 2013–2015)[1],
- elementy wyposażenia wnętrz zamku kórnickiego,
- wyposażenie Gabinetu Kraszewskiego w siedzibie PTPN,
- ławki dębowe (1876) i stalle (1887) w katedrze poznańskiej,
- prawdopodobne biurko Hipolita Cegielskiego (w Muzeum HCP),
- wystrój klatki schodowej w domu własnym – ul. Garbary 36,
- patent na stolik nocny z klozetem (1890).